# Nizina Chankajska
Nizina Chankajska (chiń. upr. 兴凯湖平原; pinyin Xìngkǎi Hú Píngyuán; ros. Приханкайская низменность, Prichankajskaja nizmiennost´) – nizina w południowo-wschodniej Rosji (Kraj Nadmorski) i północno-wschodnich Chinach (Heilongjiang). 

## Opis
Nizina od wschodu ograniczona jest górami Sichote-Aliń, od północy i zachodu – Górami Wschodniomandżurskimi. Na południu nizina przechodzi w dolinę rzeki Razdolnej. Zbudowana jest z paleogenicznych i neogenicznych osadów gliny i piasku, które pokryte są grubą warstwą żwiru, otoczaków, gliny oraz piasków lagunowych, jeziornych oraz rzecznych. W zachodniej części niziny leży jezioro Chanka. W regionie panuje klimat umiarkowany monsunowy. Występują powodzie spowodowane letnimi monsunami i jesiennymi tajfunami. Dominuje krajobraz lasostepu i łąk bagiennych. Południowa i wschodnia część niziny stanowi najgęściej zaludniony obszar rosyjskiego Dalekiego Wschodu. Gospodarka regionu opiera się rolnictwie (głównie uprawy ryżu).